# John Wesley Jarvis

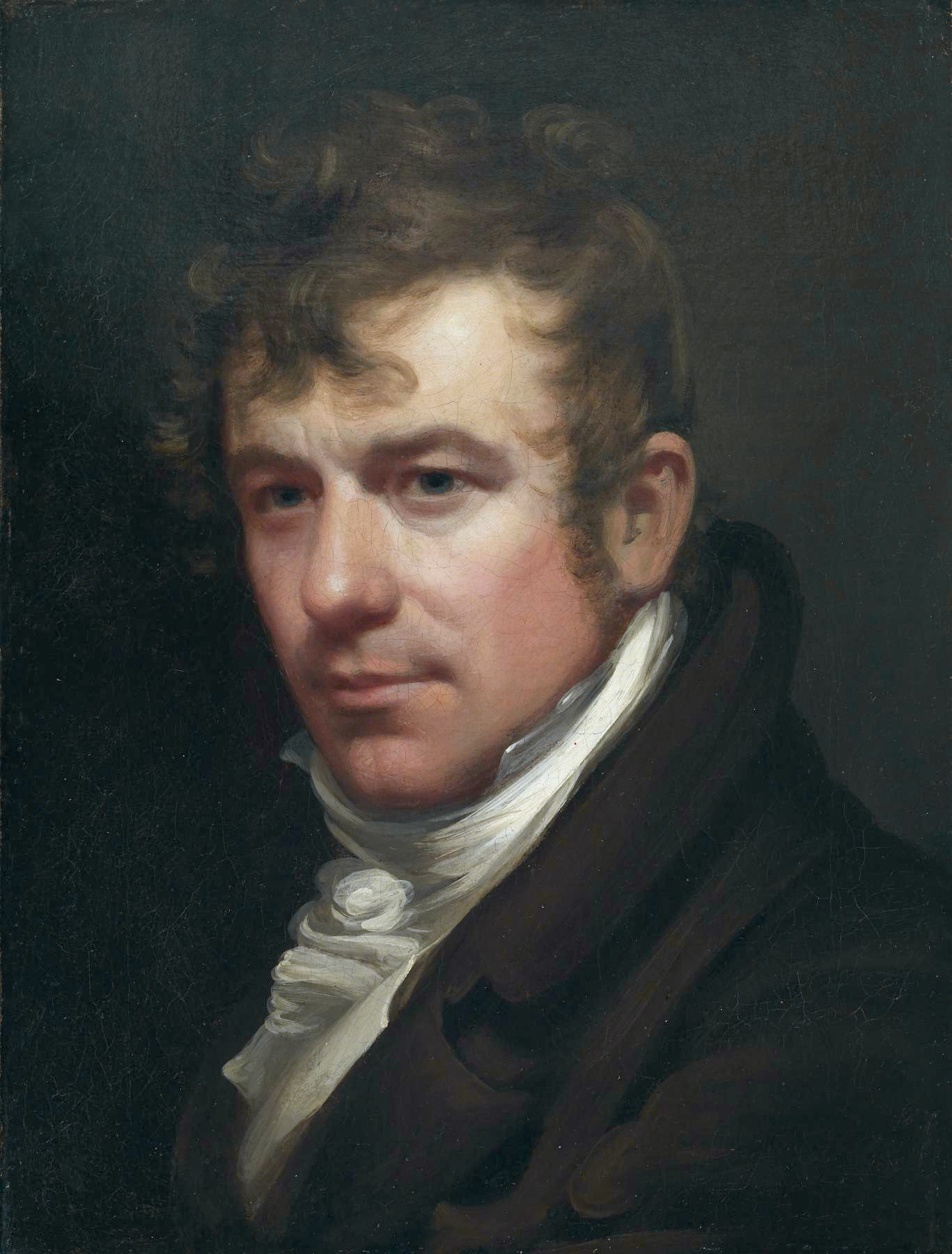
John Wesley Jarvis, Selbstporträt, um 1812, Walters Art Museum

John Wesley Jarvis (* 1780 in South Shields, England; † 14. Januar 1840 in New York City) war ein US-amerikanischer Porträtmaler.

## Leben
Jarvis war der Sohn des US-amerikanischen Seemanns John Jarvis, der 1786 seine britische Ehefrau Ann Lambert, seinen Sohn und seine Tochter nach New York City geholt und sich wohl in den frühen 1790er Jahren in Philadelphia niedergelassen hatte. Die Familie war methodistisch geprägt; Großgroßonkel waren mütterlicherseits die Erweckungsprediger Charles und John Wesley, beide Begründer der methodistischen Bewegung.

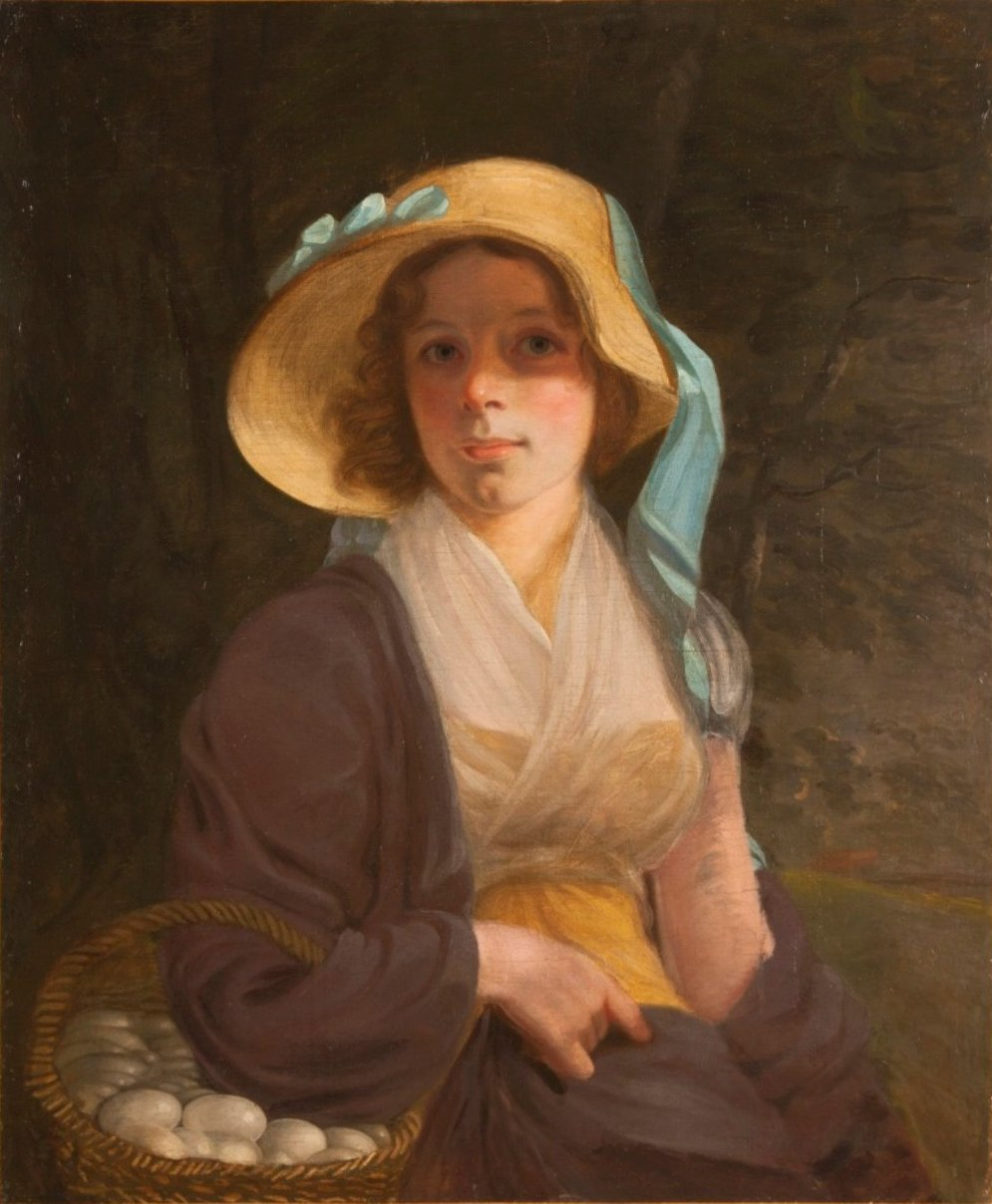
Betsy Burtis (1784–1813), Porträt der Ehefrau

Bis 1786 lebte Jarvis im Hause seines Großgroßonkels, des Predigers John Wesley, in London. Früh genoss er eine künstlerische Ausbildung. Als Heranwachsender besuchte er häufig das Atelier des Malers Matthew Pratt (1734–1805) in Philadelphia, in dem zahlreiche Künstler verkehrten. Bekanntschaft machte er dort auch mit dem dänisch-amerikanischen Maler Christian Gullager (1759–1826). Ein formalere Ausbildung wurde ihm ab 1796 durch eine Lehre bei Edward Savage zuteil, ferner durch den englisch-amerikanischen Kupferstecher David Edwin (1776–1841), der ein Angestellter von Savage gewesen war. 1801 zog Jarvis mit Savage nach New York City.
Innerhalb eines Jahres machte er sich dort als Kupferstecher selbständig. 1803 ging er mit dem Maler Joseph Wood (1778–1832) eine Ateliergemeinschaft ein. In dieser Partnerschaft produzierten sie Kupferstiche, Miniaturen und größere Porträts. Techniken der Miniaturmalerei erwarb er bei Edward Malbone. Neben der Miniatur- und Porträtmalerei, die ihn immer mehr an die großformatigere Ölmalerei heranführte, betrieb er drei Jahre lang eine private Zeichenschule. Gelegentlich schnitt er auch Silhouetten. 1809 heiratet er Betsy Burtis. Aus der Ehe, die 1813 durch den Tod der Gattin ein frühes Ende fand, gingen zwei Kinder hervor, darunter der spätere Porträtmaler Charles Wesley Jarvis (1812–1868). Die Ateliergemeinschaft mit Wood dauerte bis 1810. Von 1811 bis 1813 lebte und arbeitete er Baltimore, wo er sich bereits 1806 eine Weile aufgehalten hatte. 

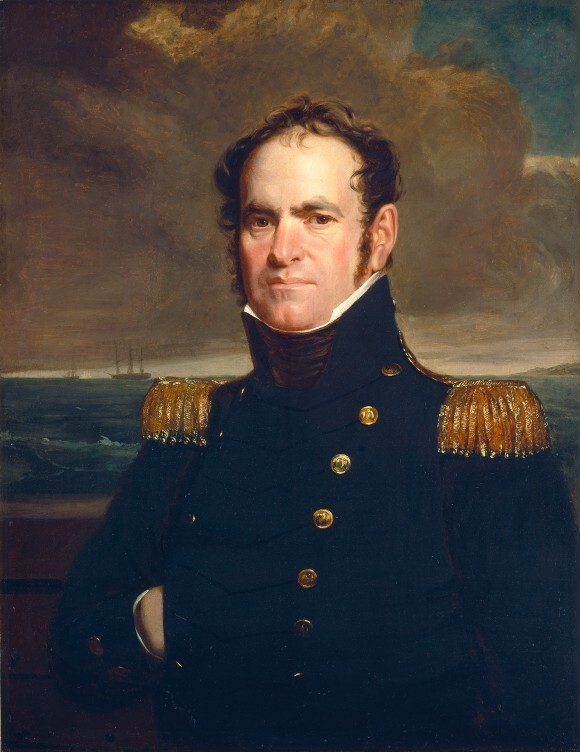
Commodore John Rodgers (1772–1838), um 1814, National Gallery of Art

In Baltimore und New York City erwarb er sich durch seine Malerei und Geselligkeit bald eine gewisse Popularität, wozu sein exzentrisches Auftreten in Kleidung, Manieren und Sprachwitz beitrug. Als zunehmend gefragter Bildnismaler hielt er sich für längere Perioden auch in Charleston, Mobile und New Orleans auf. In New Orleans saß ihm der US-General Andrew Jackson zum Porträt, der 1829 der siebte Präsident der Vereinigten Staaten werden sollte. Zeitweise assistierten ihm Thomas Sully und Henry Inman.
Den Gipfel seiner künstlerischen Anerkennung erklomm Jarvis, als er 1814 im Auftrag des Common Council der Stadt New York sechs Bildnisse von US-amerikanischen Männern aus der Zeit des Britisch-Amerikanischen Kriegs schuf. Für etwa ein Jahrzehnt war er in dieser Zeit ein führender Porträtmaler der Vereinigten Staaten und verfügte über beste Beziehungen zur sozialen und kulturellen Elite, insbesondere in New York City.

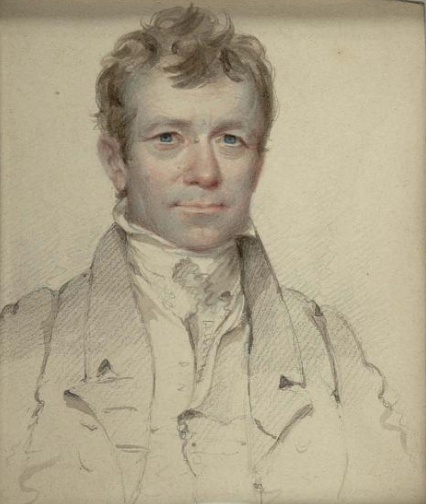
John Wesley Jarvis, 1822, aquarellierte Zeichnung von Henry Inman, Smithsonian American Art Museum

Mit den frühen 1820er Jahren begann eine Reihe von Rückschlägen: 1823 verlor er einen Prozess gegen seinen Lehrling, den Maler John Quidor (1801–1881), der ihn des Vertragsbruchs bezichtigt hatte. 1824 wurde ihm in einem gerichtlichen Verfahren mit seiner zweiten Ehefrau das Sorgerecht für seine Kinder entzogen. Eine nachlassende Porträt-Nachfrage schickte ihn in den 1820er und 1830er Jahren auf Arbeitssuche in South Carolina, Kentucky, Louisiana, Massachusetts, Washington, Virginia, Ohio und Georgia. Zunehmend trank er Alkohol. 1834 erlitt er in New Orleans einen Schlaganfall, der ihn teilweise lähmte und mental beeinträchtigte. Unter der Pflege seiner Schwester verbrachte er seine letzten Lebensjahre in New York City.